# Camponotus lilianae
Camponotus lilianae é uma espécie de inseto do gênero Camponotus, pertencente à família Formicidae.